# Alissa
Pour les articles homonymes, voir Alissa (homonymie).
Alissa (russe : Али́са) est un groupe de hard rock, originaire de Léningrad. Il est l'un des plus influents du mouvement rock russe.

## Biographie
Alissa est formé à Léningrad en novembre 1983 par le bassiste Svetoslav Zadery. La programmation du groupe est finalement achevée en 1984, quand le nouveau chanteur Kostia Kintchev (de son vrai nom Konstantin Panfilov) et le guitariste Petr Samoïlov rejoignent le groupe. Leur premier album Energie est créé avec un genre mélodique et se vend plus d'un million d'exemplaires.
Le nom du groupe provient de l'œuvre de Lewis Carroll, Alice au pays des merveilles. Il est l'équivalent en Russie du prénom féminin Alice
Mais les relations tendues entre les deux dirigeants, Konstantin et Zadery, conduit Svetoslav Zadery à quitter le groupe, cela juste une heure avant un concert. Le nouveau leader, Konstantin Kintchev demande au bassiste Igor Tikhomirov, du groupe Kino de le remplacer pour le concert. Plus tard Zadery créée son propre groupe Nate!.
La popularité croissante du groupe lance une communauté de fans appelée l'Armée d'Alissa, connue pour son comportement lors de concerts. Elle conduit à l'animosité entre le groupe et les fonctionnaires soviétiques. En 1987, le journal Smena accuse le leader d'Alissa (Konstantin Kintchev) de propagande nazie et de l'adoration d'Hitler. Kintchev intente un procès pour calomnie et demande la compensation des pertes morales. Après le processus judiciaire, le magazine présente ses excuses. L'album suivant était intitulé L'article 206 partie 2, un chapitre (« hooliganisme ») du Code de procédure URSS, faisant allusion à ce processus d'accusation.
Il y avait plus de changements en 1988, lorsque le guitariste, « Tchouma » (Igor Tchoumykin) rejoint le groupe. Ce changement a été suivi par le son plus lourd des deux albums suivants, Coven et Pour ceux qui sont tombés de la lune. Alissa fit une tournée en Europe et en Israël avec le groupe Aria et leurs musiques du styles heavy metal. L'album Black Mark, sorti en 1994, a été consacré à la mémoire de Tchouma, qui s'est suicidé en sautant d'une fenêtre.
En ce nouveau millénaire, avec des albums tels que Il est plus tard que vous le pensez (2003) et Exil (2005) le son de Alissa a été changé pour un autre plus lourd, y compris les éléments du nu metal, metal industriel et du heavy metal.
Les influences des groupes comme Aria ou Clawfinger ont donné à Alissa une nouvelle base de fans de Russie et de Hard rock.
Les trois chansons de l'album Izgoy atteignent constamment le sommet de la radio russe Nashe Radio.
Les albums Stat Severa (« Grâce du Nord ») et Puls Khranitelya Dverey Labirinta (« L'impulsivité du gardien des portes du labyrinthe ») sont moins alternatifs et mélangent des styles anciens et nouveaux. Alissa a participé musicalement à Wolfhound film fantastique, bien que la chanson elle-même ait été coupée de la bande originale.
Selon des sondages d'opinion, Alissa jouit d'une grande popularité en Russie et en ex-URSS, se classant parmi les dix premiers groupes du russe rock, et classée 1re au sondage des lecteurs de la Komsomolskaïa Pravda.

## Paroles
Kintchev est baptisé en 1990, et depuis lors, le christianisme deviendra la principale influence sur son alignement et ses paroles. Même si au début les paroles Alissa étaient typiques du rock russe, rock'n'roll et « de la protestation sociale » depuis la fin des années 1990 leur thème principal a été les idées du christianisme, le patriotisme russe, et l'unité slave.
Konstantin est en bonnes relations avec les prêtres de l'Église orthodoxe russe, en particulier Andreï Kouraïev. Le groupe participe à de nombreux festivals religieux, comme les musiciens de la cathédrale du Christ-Sauveur. Kintchev, assez conservateur et religieux-patriotique, est considéré de manière défavorable par certains vieux fans qui aimaient Alissa pour leur « message rock » d'origine.

## Membres

### Membres actuels
- Konstantin Kintchev - voix (depuis 1985)
- Evgeny Levin - guitare (depuis 1998)
- Igor Romanov - guitare (depuis 2003)
- Petr Samoïlov - basse (depuis 1984)
- Andrey Vdovichenko - batterie (depuis 2003)
- Dmitri Parfyonov - claviers (depuis 2000)

### Anciens membres
- Svetoslav « Alissa » Zadery - basse, voix (1983-1985)
- Andreï Chataline - guitare (1983-2003)
- Mikhaïl Nefedov - batterie (1983-2003)
- Pavel « Pol Khan » Kondratenko - clavier (1983-1987)
- Alexander Jouravlev - saxophone (1987-1988)
- Igor « Chuma » Chumykin - guitare (1989-1993)
- Andrey Korolev - clavier (1989-1993)
- Alexander Ponomarev - guitare (1996-1998)
- Alissa Trewartha - accordéon (1990-2000)
- Boris Borissov - voix, saxophone (1983)
- Lioudmila « Teri » Kolot - voix (1986)

## Discographie

### Albums studio
- 1984 : Кривозеркалье - Krivozerkalye
- 1985 : Энергия - Energiya
- 1987 : Блок Ада - Blok Ada
- 1989 : Шестой Лесничий - Shestoy Lesnichy
- 1989 : Статья 206 часть 2 - Statya 206 chast 2
- 1991 : Шабаш - Shabash
- 1993 : Для Тех, Кто Свалился с Луны - Dlya Tekh, Kto Svalilsya s Luny
- 1994 : Чёрная Метка - Chyornaya Metka || Black Mark || 1994
- 1996 : Jazz
- 1998 : Дурень - Duren'
- 2000 : Солнцеворот - Solntsevorot
- 2001 : Танцевать - Tantsevat'
- 2003 : Сейчас Позднее, Чем Ты Думаешь - Seychas Pozdnee, Chem Ty Dumayesh
- 2005 : Изгой - Izgoĭ (Izgoy)
- 2007 :  Стать Севера - Stat Severa
- 2008 : Пульс Хранителя Дверей Лабиринта - Puls Khranitelya Dverey Labirinta

Coven (Shabash) a été en partie enregistré en direct, il peut également être considéré comme un album live.

### Albums live
| Original title              | Translation                     | Année et Ville                     |
| --------------------------- | ------------------------------- | ---------------------------------- |
| Акустика часть 1            | Acoustics vol.1                 | 1988, Perm                         |
| Акустика часть 2            | Acoustics vol.2                 | 1985, Leningrad                    |
| Акустика часть 3            | Acoustics vol.3                 | 1988, Pskov                        |
| Акустика часть 4            | Acoustics vol.4                 | 1986, Novossibirsk                 |
| Шабаш                       | Sabbath                         | 1990, Moscou,                      |
| На Шаболовке                | At Shabolovka                   | 1995, Moscou Tour Choukhov         |
| Пляс Сибири на берегах Невы | Dance of Siberia on Neva Shores | 1997, Saint-Pétersbourg, Jubileiny |
| Мы Вместе XX лет            | We Are Together XX years        | 2003, Saint-Pétersbourg, Jubileiny |

### Compilations
| Titre original             | Traduction                                 | Année de réalisation |
| -------------------------- | ------------------------------------------ | -------------------- |
| Red Wave                   | Vague Rouge : 4 groupes de métro de l'URSS | 1986                 |
| Легенды Русского Рока      | Légende du Rock russe                      | 1997                 |
| Энциклопедия Русского Рока | Encyclopédie du rock russe                 | 2000                 |
| 13                         | 13                                         | 2003                 |